# Lago Kootenay
El lago Kootenay (en inglés: Kootenay Lake) es un importante lago de Canadá, parte del curso del río Kootenay, que se encuentra en la parte meridional de la Columbia Británica, a menos de 20 km de la frontera estadounidense. El lago ha sido recrecido por la presa Corra Linn  y tiene un sistema de diques en el extremo sur, que, junto con las industrias establecidas en sus orillas entre los años 1950 y 1970, han cambiado su ecosistema. En el lago Kootenay opera una línea de ferry gratuita durante todo el año que cruza entre  Kootenay Bay y Balfour, y es un popular destino turístico de verano.

## Geografía

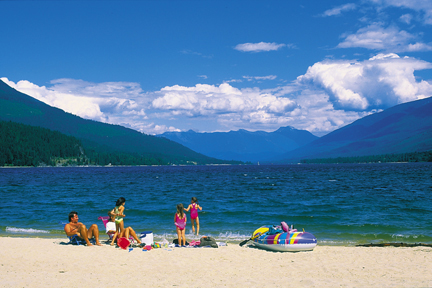
Playa en el parque provincial Kokanee Creek

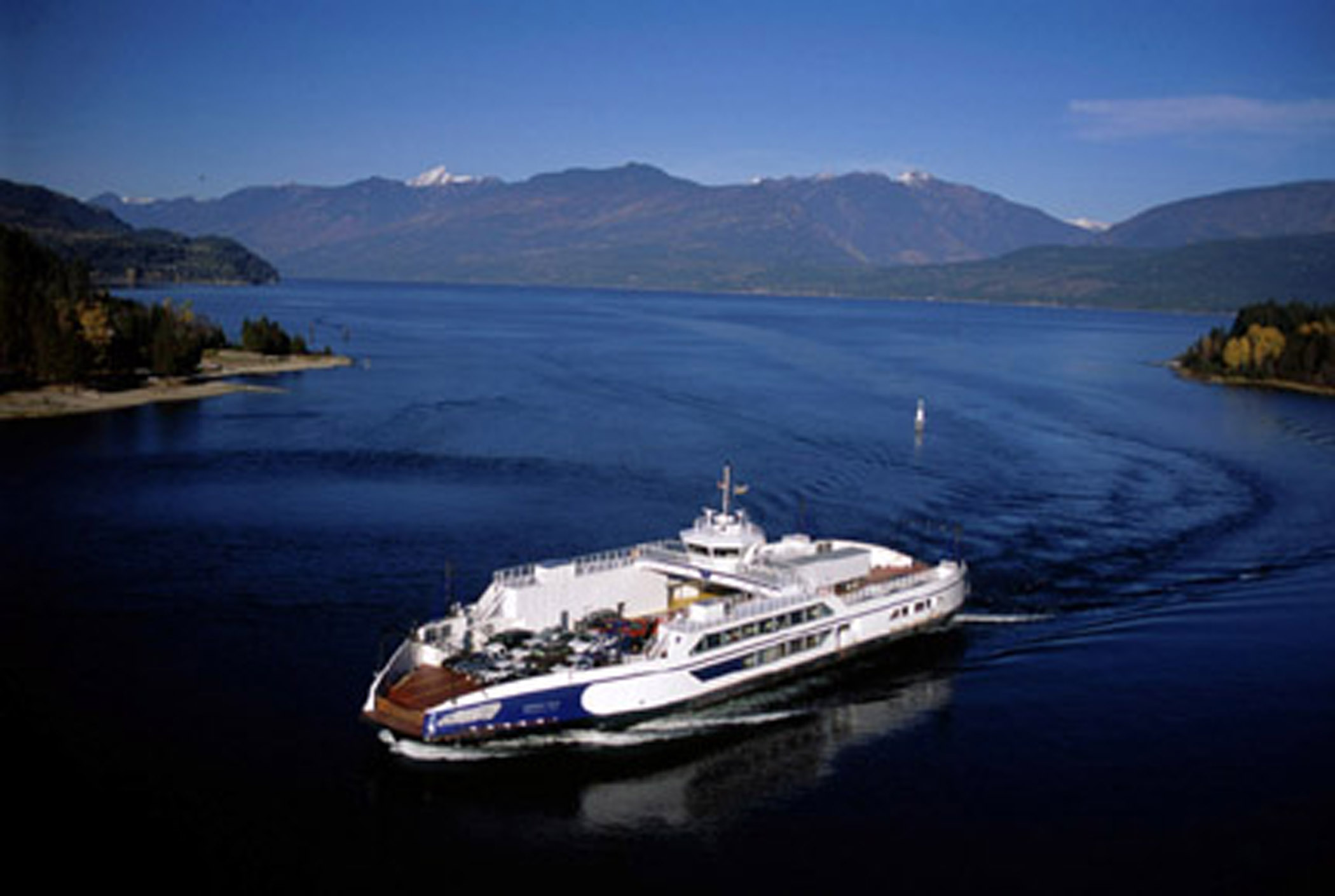
Vista de uno de los ferry que cruza el lago, The Osprey.

El lago Kootenay es un largo, estrecho y profundo lago tipo fiordo, como los que se encuentran entre las montañas Selkirk y las montañas Purcell en la región de Kootenays de Columbia Británica. Se trata de uno de los lagos más grandes de la Columbia Británica, con 104 km de longitud y 5.3 km de ancho. Es, en parte, una ampliación del curso del río Kootenay, que a su vez desemboca en el sistema del río Columbia en Castlegar.
Aunque orientado principalmente en una configuración norte-sur, tiene un brazo más o menos a mitad de la ribera occidental que se extiende unos 35 km hasta la ciudad de Nelson. El lago está a una altitud de 532 m sobre el nivel del mar, y las montañas que lo rodean alcanzan un máximo de aproximadamente 2700 m. El tiempo medio de residencia del agua en el lago es de 1,5 años, aunque el brazo oeste tiene un ritmo mucho más rápido de renovación del agua, de solamente entre 3 y 4 días.
El lago Kootenay se formó por erosión fluvial y, más tarde, por la glaciación. La erosión se inició a finales del Cretácico hasta que el hielo llenó el valle resultante en el Pleistoceno. Cuando el valle se cubrió de hielo, los glaciares de las montañas (las Selkirks y Purcells) alimentaron esa masa de hielo. El glaciar que ocupaba lo que hoy es el brazo oeste del lago, fluyó en la masa de hielo del Kootenay. Cuando se derritió el hielo de este glaciar, el agua fluyó sobre un área cerca de lo que hoy es Nelson, causando que el ahora brazo oeste del lago drenase hacia el oeste. Se formó una gran morrena cerca de lo que hoy es la gran curva del río Kootenay cerca de Libby (Montana), Montana. Cuando se derritió el hielo, se formó un lago detrás de la morrena y drenó hacia el sur sobrepasando la parte superior de la misma. El drenaje hacia el sur sobre la morrena finalmente se detuvo, y el río Kootenay comenzó a seguir su curso actual.

### Ferry
El lago Kootenay es atravesado por el Kootenay Lake Ferry, un ferry vehicular gratuito que opera entre Balfour y Kootenay Bay, un trayecto de algo menos de 9,0 km en el que emplea unos 35 minutos. La línea de ferry emplea dos barcos en el verano y uno solo en invierno.
La línea, como todas las de los transbordadores nacionales canadienses, es gratuita. El ferry es un tramo de la Highway 3A, que discurre por la toda la mitad meridional de la ribera oriental hasta el cruce del ferry y luego por la ribera septentrional del ramal oeste. La ribera occidental es recorrida por la línea de ferrocarril.

## Historia

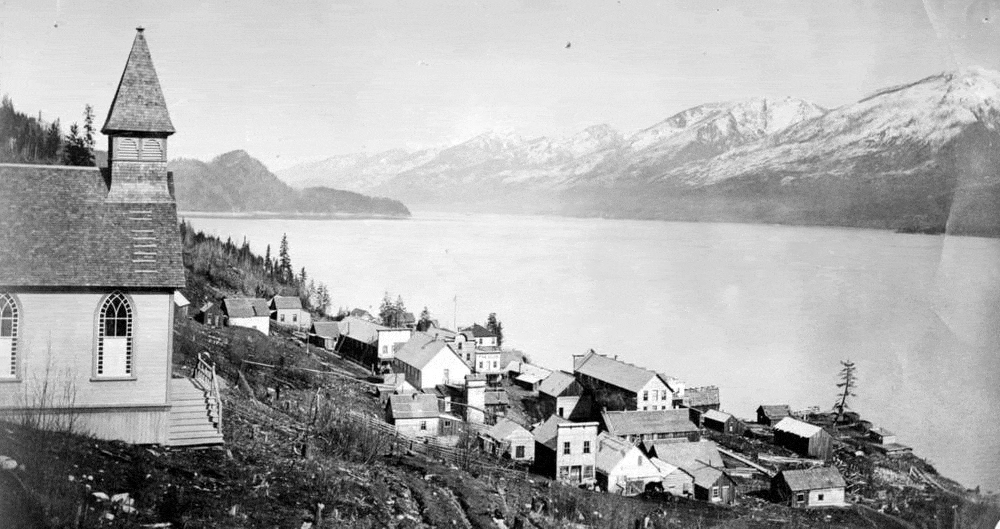
Brazo norte del lago Kootenay visto desde el pueblo de Ainsworth alrededor de 1890.

El lago Kootenay es parte del territorio tradicional de los pueblos nativos sinixt y ktunaxa (o kootenai). Estas poblaciones nativas usaban el lago y los sistemas fluviales asociadas como parte de sus rutas comerciales y de su migración estacional.
En 1958, se construyó una línea eléctrica de alta tensión, la Kootenay Lake Crossing, corriendo por el brazo norte del lago Kootenay. Fue destruida en 1962 por manifestantes y reconstruida más tarde ese mismo año. El lago originalmente inundaba estacionalmente una zona de aproximadamente 80 km de longitud que se extendía al sur en una zona pantanosa en el Valle de Creston. Sin embargo, esta zona ha sido protegida por diques y se ha convertido en una zona de agricultura comercial. Una zona de humedales más pequeños se ha protegido en esta área.
En 1931 se construyó la presa Corra Linn en la desembocadura del lago Kootenay donde una vez más el lago se convierte en río, presa que fue ampliada dos veces y que produce 49 MW con un gradiente de 16 m. Justo río abajo están las cataratas de Bonnington Falls, hoy lugar de varias presas hidroeléctricas. En 2003 el lago descargaba 16,9 millones de kilómetros cúbicos de agua. El nivel del agua ese año fue normal, de unos 533 m, siendo el registro récord de 537 m en 1961. En 1967, como parte del Tratado del Río Columbia se construyó la presa Duncan por encima del lago Kootenay en el río Duncan (de 206 km), creando un embalse de 7.145 hectáreas para controlar las inundaciones. También como parte del mismo tratado, se terminó en 1975 en Montana la presa Libby.

## Fauna
Hay siete especies de peces en el lago Kootenay: Trucha arco iris(Walbaum 1792), trucha toro, rape, pescado blanco de la montaña, esturión blanco, trucha de arroyo, bajo bocazas,  perca amarilla y salmón rojo o salmón Kokanee.
Hubo una gran disminución de especímenes Kokanee en el brazo oeste del lago a finales de 1970. La pesca del salmón se cerró en 1980 y permanece cerrada todavía en 2011 La razón de la disminución no se conoce. Se han esgrimido varias razones, como el número reducido de Mysis relicta (un crustáceo parecido al camarón que se había introducido como fuente de alimento para los Kokanee en 1949) en el brazo oeste debido al aumento del control de los niveles de agua, a la interrupción de la crianza en ese hábitat debido a la reducción recurrente del lago, a la reducción de la productividad de bentos, ocasionada por la reducción de nutrientes en el lago (después del cierre de la planta de fertilizantes), o a la sobrepesca en los años 1960 a 1970 o a la competencia entre Mysis relicta y los peces inmaduros. En 1990, las existencias Kokanee en el sur del lago casi se acercaban a la extinción, y se inició un programa de fertilización experimental, con cierto éxito.

## Uso humano e impacto

### Asentamientos

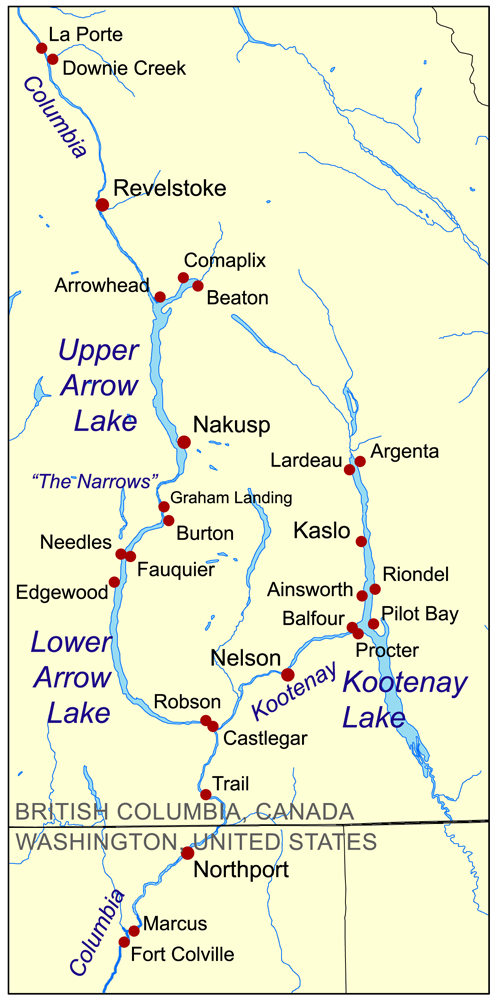
Asentamientos en la región del lago.

Aproximadamente unas 19.700 personas viven en los 2,5 km de orillas del lago Kootenay, en su mayoría en la pequeña ciudad de Nelson (10 230 hab. en 2011). Los restantes se encuentran dispersos entre una serie de pequeñas ciudades y pueblos:
- Boswell
- Crawford Bay (330 hab. en 2006)
- Ainsworth (30 hab. en 2011)
- Kaslo (1026 hab. en 2011)
- Riondel (273 hab. en 2011)
- Balfour (479 hab. en 2006)
- Grey Creek
- Kootenay Bay
- Harrop
- Procter
- Sirdar

### Contaminación
La calidad en las agua del lago se vio afectada negativamente cuando se inauguró en 1953 una planta de fertilizantes de fosfato de Cominco en el río Kootenay en Kimberley  (7600 hab. en 2013). Gran cantidad de fósforo llegó al río Kootenay, causando floraciones de cianobacterias desde la década de 1950 hasta principios de la década de 1970. Los intentos de limitar la contaminación, el mismo cierre de la planta (en 1973), y la construcción de la presa Libby en el río Kootenai, en Montana, contribuyeron a reducir los niveles de fósforo en el lago desde los máximos registrados.

### Steamboats
- City of Ainsworth
- Moyie